# Sheik Yer Zappa
Sheik Yer Zappa ist ein Jazz-Album des Pianisten Stefano Bollani. Es wurde 2011 bei mehreren Konzerten mitgeschnitten und am 27. Oktober 2014 beim Sublabel Decca Black der Universal Music Group veröffentlicht. Es enthält u. a. Kompositionen des Bandleaders und Gitarristen Frank Zappa (1940–1993) und spielt im Titel auf dessen Album Sheik Yerbouti an.

## Hintergrund
Bollani spielte das Album im Laufe einiger Konzerte im Jahr 2011 ein; es enthält neben Eigenkompositionen Bollanis sechs Kompositionen Frank Zappas, den Titelsong des Albums „Uncle Meat“ (1969), „Eat That Question“, „Blessed Relief“ (beide aus dem Album The Grand Wazoo von 1973), „Cosmic Debris“. (aus Apostrophe (’), 1974), „Peaches en Regalia“ (aus Hot Rats, 1969) und schließlich „Bobby Brown (Goes Down)“ (1979), „die Hymne der Missratenen Amerikas“, die der Pianist spöttisch-ernst auch singt. In Bollanis Band spielten Josh Roseman (Posaune), Jason Adasiewicz (Vibraphon), Larry Grenadier (Kontrabass) und Jim Black (Schlagzeug).
Bollani äußerte sich in einem Interview zu seiner Herangehensweise, die sich von den üblichen Zappa-Coverbands unterscheide:
„Wir nahmen die Stücke hingegen als Ausgangspunkt für jede Menge Improvisationen. Was wir taten: wir 'schüttelten' Zappa, um andere Dinge zu erreichen. Aber Zappas Schatten lag auf uns. Der Geist, mit dem er sich aller Musiken dieser Welt bediente, sie miteinander vermischte und interessant kombinierte, indem er sozusagen 'eine Nähmaschine und einen Regenschirms auf einem Seziertisch platzierte' (eine Anspielung auf eine absurde Metapher des französischen Surrealisten Lautréamont)“.

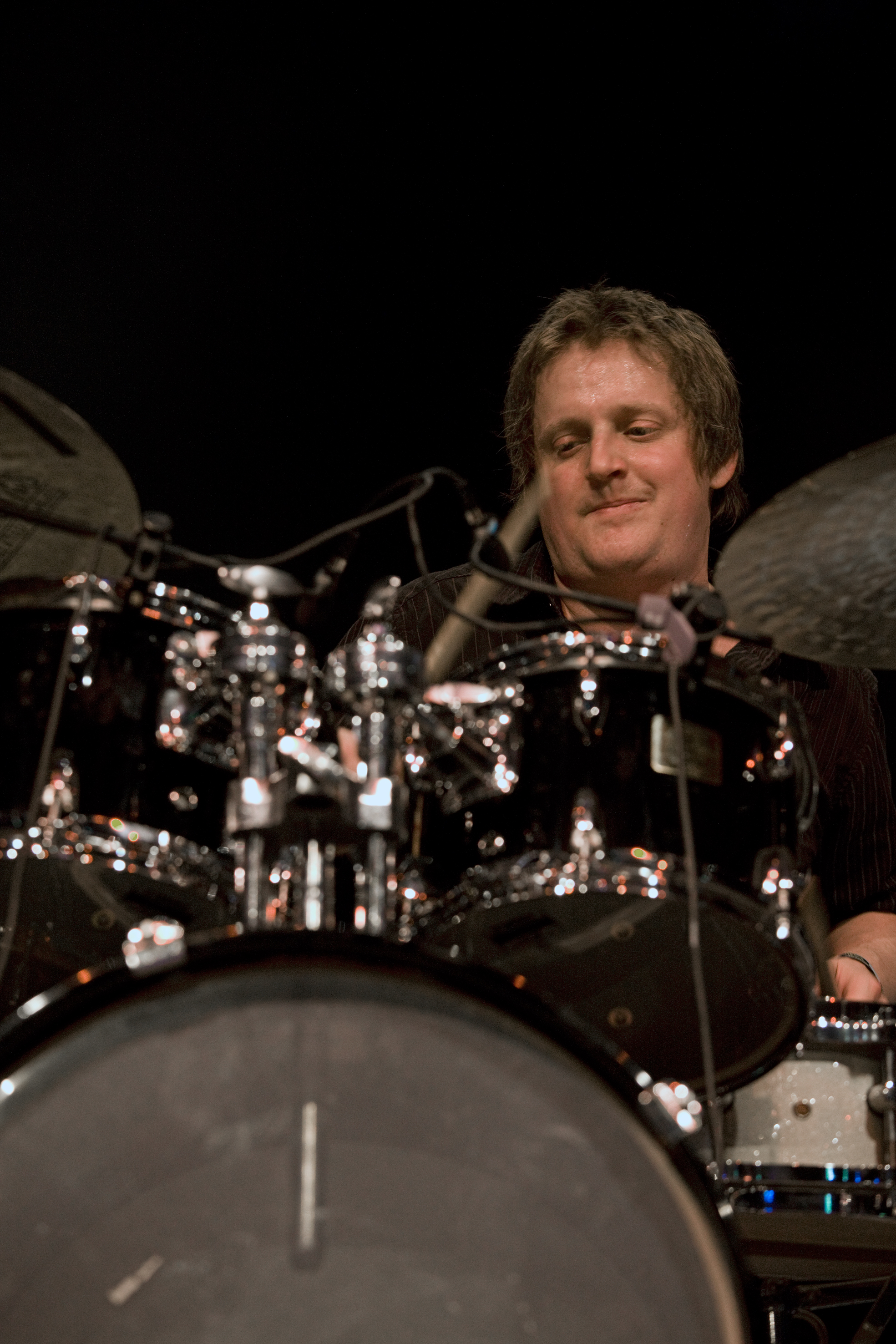
Jim Black (Moers Festival 2008)

## Titelliste
- Stefano Bollani: Sheik Yer Zappa (Decca/UMO 00602547051523[4])

1. A Cosmik Intro (Bollani) – 3:55
2. Cosmik Debris – 6:35
3. Bobby Brown Goes Down – 5:59
4. Blessed Relief – 12:21
5. Male Male (Jason Adasiewicz/Stefano Bollani) –	3:56
6. Bene Bene (Stefano Bollani) – 4:43
7. Eat That Question – 3:55
8. Peaches En Regalia – 4:58
9. Uncle Meat – 12:03

- Alle anderen Kompositionen stammen von Frank Zappa.

## Rezeption
Thomas Steinfeld schrieb in der Süddeutschen Zeitung: „Die Besetzung ist apart, weil das Vibraphon ein seltsam aus der Mode gekommenes Instrument ist, aber nicht nur an Zappas eigene Instrumentierungen erinnert, sondern auch an eine vergangene Avantgarde, und weil die Posaune viel weicher, biegsamer und wärmer klingt als ein Saxophon oder eine Trompete, auf die sich die originalen Kompositionen oft verlassen haben.“ So entstehe ein „homogener Klang, der die Verbindung zur Neuen Musik genauso bewahrt, wie es sich mit offenbaren Vergnügen der Rockmusik („Cosmic Debris“) hingibt, in dem das Vibraphon die 'power chords' prügelt – auch wenn es letztlich so ist, dass ein vielfingrig gespieltes Klavier und sehr exakt arbeitendes Schlagzeug hier den Laden zusammenhalten.“

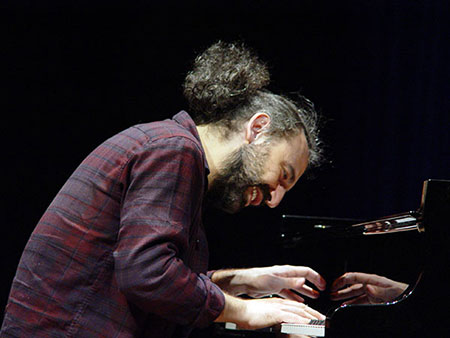
Stefano Bollani 2014

Jim Bungey verlieh dem Album in der Times vier (von fünf) Sterne und lobte die akustischen, kammermusikalischen Arrangements vor allem von „Cosmik Debris“, „Uncle Meat“ und „Eat that Question“.
Der Kritiker des Guardian notierte, dies sei „ein weitgehend improvisierter Tribut an Frank Zappa [...] Mit der Mischung aus Zappa-Klassikern und Originalkompositionen zelebriere Bollani die Kunst der Improvisation und Zappas Vermächtnis sowohl als großer Melodiker als auch kulturell Subversiver. Höhepunkt des Albums sei die lange und gewundene Version von „Eat That Question“, mit Jim Blacks kabbeligen Schlagzeugspiel.“
Nach Ansicht der Kulturzeitschrift habe Bollani mit Adasiewicz, Black, Grenadier und Roseman „kongeniale Brüder im Geiste gefunden, die mit ihm nicht Zappa-Stücke interpretieren, sondern Zappa rekomponieren, neu erfinden, sich ihn zu Nutze machen - so anarchisch, unorthodox und mitunter bissig, wie er es selber einst mit diebischer Freude getan hat.“ „Wenngleich es keineswegs an Strukturen mangelt, bleiben doch große Freiräume für spontane improvisatorische Geistesblitze, unerwartete Wendungen und vor allem auch für jenen unvergleichlichen musikalischen Spaß, der sich nur aus perfekter Könnerschaft ergeben kann.“
Ähnlich nannte der Kritiker des Südwestrundfunks Bollanis Album „eine augenzwinkernde Verneigung vor dem großen Frank Zappa. [...] Bollani geht durchaus spielerisch und eigenwillig mit Originalen wie Bobby Brown um.“
Michael Rüsenberg betrachtet hingegen Bollanis Zappa-Projekt eher kritisch; gegenüber den Versuchen anderer, Zappas Musik zu interpretieren, habe Bollani „vermutlich [...] so arg viel gar nicht nachgedacht und einfach nur ein paar Zappa tunes herangezogen, um sich darüber auszutoben. So ungefähr klingt dieses Unternehmen.“ Hingegen lobt der Autor die Beiträge der Rhythmusgruppe mit Larry Grenadier und Jim Black: „Kaum auszudenken, wohin diese Darbietung ohne sie getrieben wäre, die doch immer wieder Aufmerksamkeit und Respekt für die beiden Amerikaner abnötigt. Zum Beispiel die drum-breaks in „Cosmik Debris“ und die Bass-Flageoletts im selben Stück, das Bass-Intro zu „Blessed Relief“, oder Black´s nervöse patterns in „Eat that Question“.“ Adasiewicz und Roseman würden dagegen deutlich abfallen, und auch der Bandleader habe „- von ein paar Details abgesehen - seine größten Momente gewiss nicht hier.“